# Glühwein

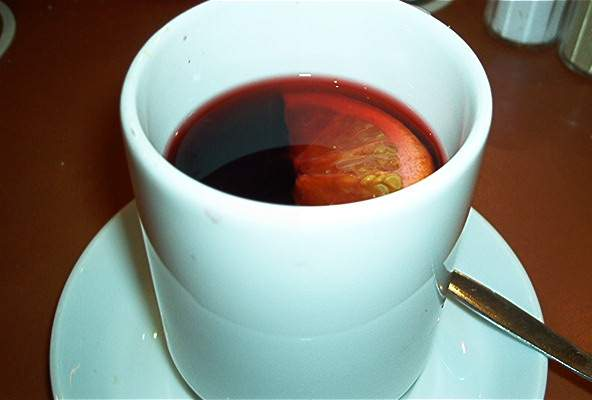
Glühwein

Glühwein (letterlijk: gloeiwijn) is een alcoholische drank, die in het midden van Europa vooral in de periode vlak voor Kerstmis wordt gedronken. Om glühwein te maken, wordt rode of witte wijn verwarmd met kaneel, kruidnagel, steranijs en citrusschillen, en eventueel gezoet met suiker of honing. Daarna wordt de drank warm gedronken. De drank mag bij de bereiding niet warmer worden dan ongeveer 70 °C omdat anders de alcohol verdampt.
Glühwein heeft gewoonlijk een alcoholpercentage van ongeveer 13%, hoewel ook kant en klare glühwein van 8,5% verkocht wordt.
Industrieel geproduceerde glühwein wordt vaak vervaardigd van wijn van mindere kwaliteit die sterk wordt gezoet. Dit soort glühwein wordt dikwijls in grote flessen aangeboden. Glühwein van betere kwaliteit wordt van betere wijnsoorten gemaakt, bijvoorbeeld van wijn uit de Rhônevallei en wordt minder sterk gezoet.
Een plaats waar traditioneel glühwein verkrijgbaar is, is Duitse Weihnachtsmarkt. Ze wordt meestal geschonken in een gedecoreerde mok met vermelding van jaar en plaats van de markt. Er wordt een statiegeld van enkele euro voor gerekend. Het is gebruikelijk (en uitdrukkelijk de bedoeling) om als bezoeker een van deze mokken als souvenir mee naar huis te nemen.

## Bisschopswijn
Glühwein wordt in Nederland ook met Sinterklaas gedronken en heet dan bisschopswijn. Het verschil is dat bisschopswijn wordt gemaakt met sinaasappel en glühwein met citrusvruchten, dus niet specifiek alleen met sinaasappel, maar ook met citroen en dergelijke.
De voorloper van de bisschopswijn is hipocras, een wijn die na het eten opgediend werd met gekonfijt fruit en taarten. Tevens werd hij gedronken met oud en nieuw, waarbij de hipocras begeleid werd door opgerolde wafeltjes, de zogenaamde 'rolletjes', die de windselen van het nog te ontginnen jaar symboliseerden.